# Равадиново
Равадиново (болг. Равадиново) — село в Болгарии. Находится в Бургасской области, входит в общину Созопол. Население составляет 849 человек (2022).

## Политическая ситуация
В местном кметстве Равадиново, в состав которого входит Равадиново, должность кмета (старосты) исполняет Иван Николов Пазвантов (коалиция в составе 5 партий: Демократы за сильную Болгарию (ДСБ), Национальное движение «Симеон Второй» (НДСВ), Болгарская социал-демократия (БСД), Земледельческий народный союз (ЗНС), ВМРО — Болгарское национальное движение) по результатам выборов правления кметства.